# Cristo alla colonna (Antonello da Messina)
Cristo alla colonna è un dipinto, di piccole dimensioni, realizzato da Antonello da Messina tra il 1476 e il 1478 e attualmente conservato al Museo del Louvre di Parigi. Il soggetto, di carattere religioso, è il Cristo sofferente per la sua flagellazione.

## Storia e descrizione
L'opera si colloca negli ultimi anni di vita del pittore e mostra una sua piena maturità artistica: l'Antonello, infatti, era stato in grado di assimilare l'attenzione al dettaglio tipica dei primitivi fiamminghi, con l'influenza del gusto veneziano, dovuta al suo soggiorno, avvenuto proprio negli anni precedenti, nella città. Per molto tempo le dimensioni ridotte, piuttosto inusuali, e il primo piano così ravvicinato hanno lasciato supporre che in origine la tavola fosse più grande, in particolar modo più estesa verso il basso; si ipotizzava, inoltre, che tra Gesù e gli osservatori ci fosse un parapetto. Entrambe le ipotesi si sono rivelate errate.
La ritrattistica in generale e il Cristo sofferente come soggetto sono entrambi molto apprezzati nelle scelte artistiche dell'Antonello; va sottolineato, però, che nel Cristo alla colonna è in grado di ottenere un impatto emotivo che ha pochi eguali: Gesù, infatti, è colto nel suo dolore, nel momento in cui la flagellazione è appena cominciata.
Come in molte altre delle sue opere, Antonello si mostra scrupoloso nel rappresentare fedelmente i dettagli: i capelli sudati, la barba, nella quale i peli possono essere distinti singolarmente, la bocca semiaperta, che lascia intravedere i denti e la lingua, le prime strisce di sangue che macchiano il viso, le gocce perfettamente trasparenti.